# 残念
| ウィキペディアには「残念」という見出しの百科事典記事はありません（タイトルに「残念」を含むページの一覧/「残念」で始まるページの一覧）。 代わりにウィクショナリーのページ「残念」が役に立つかもしれません。 |